# Dehaasia rangamattiensis
Dehaasia rangamattiensis är en lagerväxtart som beskrevs av Mohan Gangopadhyay. Dehaasia rangamattiensis ingår i släktet Dehaasia och familjen lagerväxter. Inga underarter finns listade i Catalogue of Life.